# Braúnas
Braúnas is een gemeente in de Braziliaanse deelstaat Minas Gerais. De gemeente telt 5.332 inwoners (schatting 2009).

## Aangrenzende gemeenten
De gemeente grenst aan Açucena, Dores de Guanhães, Guanhães, Joanésia en Virginópolis.